# Diyarbakırspor
Diyarbakırspor met stamnummer 000028, is een Turkse voetbalclub opgericht in 1968 te Diyarbakır. Niet te verwarren met Diyarbekirspor (met stamnummer 015279). De voetbalclub speelt in het rood-groen. De thuisbasis is het Diyarbakır Atatürkstadion.

## Geschiedenis

### Oprichting
De Turkse club Diyarbakırspor werd op 24 juni 1968 opgericht na een fusie van Diclespor en Yıldızspor. Het rode van de clubkleuren van Diyarbakırspor is van Yıldızspor en het groene is van Diclespor. Bij het ontwerpen van het logo is rekening gehouden met het bekendste product van de provincie: de watermeloen. Daarnaast zijn ook de stadsmuren te zien in het logo. In het seizoen 1975/76 speelde Diyarbakırspor in de Derde divisie van Turkije. Na een promotie in 1976/77 mochten ze  in de Tweede divisie voetballen. Dat jaar werden ze kampioen en mocht de club uit Diyarbakır het jaar erop uitkomen in de Süper Lig. Zo promoveerde Diyarbakırspor twee keer achter elkaar en werd het de eerste Turkse voetbalclub die zo'n resultaat neerzette.
Diyarbakırspor was de eerste club uit Oost-Turkije die in de hoogste voetbaldivisie van Turkije voetbalde. Ze promoveerde in 2009 opnieuw naar de Süper Lig.

### Bursaspor - Diyarbakırspor
Diyarbakırspor speelde op 26 september 2009 de uitwedstrijd tegen Bursaspor. De supporters van Bursaspor bekogelden het uitvak met stenen, aanstekers en muntstukken. Ook werden de supporters van Diyarbakırspor onheus bejegend en uitgescholden. In het uitvak bevonden zich onder andere kleine kinderen en ouderen die licht gewond raakten. Beide clubs werden door de Turkse voetbalbond TFF beboet voor de misdragingen van hun supportersgroepen; 100.000 TL voor Bursaspor en 20.000 TL voor Diyarbakırspor. Deze gebeurtenissen zetten kwaad bloed, die op 6 maart 2010 voor sommigen een vereffening zou betekenen.
De bewuste 6 maart 2010 staat bekend als een zwarte dag in de geschiedenis van de club. Op 6 maart 2010 kwam Bursaspor voor de uitwedstrijd op bezoek in Diyarbakır, er waren zo'n 2500 politieagenten in en rondom het stadion. Buiten het stadion begon het geweld al, de spelersbus van Bursaspor en ook de politie werd bekogeld met stenen. Dit ging in het stadion verder maar lang zou de wedstrijd niet duren. De spelers van Bursaspor werden meerdere malen bekogeld met stenen en aanstekers, voornamelijk bij hoekschoppen. De wedstrijd was al zes minuten later begonnen, nadat keeper Dimitar Ivankov vreemde voorwerpen naar zijn hoofd geslingerd had gekregen. Een fotograaf werd ook getroffen, hetgeen tot een bebloed gezicht leidde. In de 17e minuut werd bij het nemen van een corner grensrechter Bülent Gökçü door een steen op het hoofd geraakt, waarna scheidsrechter Mustafa Kamil Abitoğlu per direct de wedstrijd staakte, ondanks de pogingen van spelers Adnan Güngör en Thierry Tazemeta om het publiek te laten bedaren. De drie punten gingen automatisch naar Bursaspor, wat voor nog meer onrust zorgde in Diyarbakır.

### İstanbul Büyükşehir Belediyespor - Diyarbakırspor
De volgende wedstrijd tegen İstanbul Büyükşehir Belediyespor (nu Istanbul Başakşehir) verliep ook niet zonder incidenten. Toen Herve Tum in het Atatürk Olympisch Stadion de thuisploeg in de 86ste minuut op 1-0 voorsprong bracht waren de uitsupporters niet te houden. Vele Diyarbakırspor fans betraden het veld en gingen de spelers van İstanbul Büyükşehir Belediyespor achterna. Hierop besloot scheidsrechter Hüseyin Göçek de wedstrijd te staken.  Bij een voortijdig staken van de wedstrijd is een 0-3 reglementaire nederlaag gebruikelijk. Zo stond in het seizoen 2007-08 Trabzonspor met 1-0 voor op Sivasspor door een doelpunt van Ersen Martin in 83ste minuut. Door het betreden van het veld door toeschouwers werd de wedstrijd door leidsman Bülent Demirlek in de negentigste minuut gestaakt. Trabzonspor verloor reglementair met 0-3. Desondanks bleef de score staan op 1-0 voor Istanbul Büyükşehir Belediyespor, terwijl de voorgaande thuiswedstrijd tegen Bursaspor wel een reglementaire verlies had opgeleverd. Volgens de statuten van de Turkse voetbalbond zou een ploeg die twee wedstrijden in een seizoen een reglementaire 0-3 nederlaag toegekend kreeg, moeten degraderen. De eerst volgende wedstrijd was thuis tegen Antalyaspor, met een 1-0 overwinning als resultaat. De beslissing kwam van de voet van Erhan Şentürk, uit een penalty.

### De neergang
De club verloor in rap tempo terrein in het Turkse voetbal en degradeerde achtereenvolgens van de Süperlig, de TFF 1. Lig, Spor Toto 2. Lig en de Spor Toto 3. Lig. De club had de grootste moeite om aan zijn financiële verplichtingen te voldoen. Zo beboette de FIFA in 2013 Diyarbakırspor vanwege het niet betalen van de transfersom, die gemoeid was met de transfer uit het seizoen 2009-10 van de Togolees international Euloge Ahodikpe, met een bedrag van €60.000. De club dreigde daarmee teruggezet te worden van de Bölgesel Amatör Lig, het regionaal amateur niveau, naar de Super Amateurs van Diyarbakır, terwijl ze het seizoen al met zes strafpunten zouden beginnen.
In een poging de naam Diyarbakırspor voor Diyarbakır te behouden werd er een naamswijziging doorgevoerd; Diyarbakırspor werd Yıldız 21 Gençlikspor Kulübü. Zo zou het toen Yeni Diyarbakırspor (nu Diyarbekirspor) hetende club de clubnaam en het logo erven, zo was het plan. Alleen dit kon juridisch geen doorgang vinden, behoudens de overdracht van het logo. Uiteindelijk sloot de club op 9 augustus 2013 gedwongen de deuren. Voorzitter Şeyhmus Şenyiğit verklaarde dat de club officieel een schuld had van 25 miljoen TL en onofficieel 50 miljoen TL, wat zou betekenen dat de club de competitie zou aanvangen met 67 strafpunten en alsnog zou degraderen. Op 30 maart 2015 dwong curator Abdulkadir Duran bij de rechtbank de nietig verklaring van de besluiten van de algemene ledenvergadering van september 2013 af, waardoor de club het recht herwon om zijn eigen clubnaam te behouden en de opheffing van de club ongedaan werd gemaakt.
Op voorspraak van gouverneur Mustafa Toprak van Diyarbakır werd er al in 2011 een onderzoek ingesteld naar de bedrijfsvoering binnen de club. De inspecteurs van Binnenlandse Zaken hebben hierop een rapport opgesteld. Dit leidde tot een gerechtelijk proces waarin onder andere ex-voorzitters, bestuurders en werknemers tot de 65 verdachten behoren. Het proces is op 14 januari 2017 gestart en is momenteel lopende.
Omdat de club geen deel nam aan de Bölgesel Amatör Lig en het opvolgend seizoen de Super Amateurs van Diyarbakır ongemoeid liet begon het in het seizoen 2015-16 in de 1e Klasse Amateurs van Diyarbakır, waar het direct degradeerde naar de 2e Klasse Amateurs. In het seizoen 2017-18 promoveerde de club naar de 1e Klasse Amateurs.

### Gespeelde Divisies
- Süper Lig: 1977-1980, 1981-1982, 1986-1987, 2001-2006, 2009-2010
- TFF 1. Lig: 1976-1977, 1980-1981, 1982-1986, 1987-2001, 2005-2009, 2010-2011
- Spor Toto 2. Lig: 1968-1976, 2011-2012
- Spor Toto 3. Lig: 2012-2013
- Amateurs: 2015-

## Fanbase
De Turkse club Diyarbakırspor, was na Galatasaray en Fenerbahçe het populairst onder de mensen van Diyarbakır. Volgens een onderzoek uit 2013 van een Turkse gokbedrijf waren de verhoudingen in Diyarbakır toen als volgt: %40 Galatasaray - %25 Fenerbahçe - %16 Diyarbakırspor.

## Bekende (oud-)spelers
- Ümit Davala
- Murat Hacıoğlu
- Baki Mercimek
- Sinan Kaloğlu
- Ömer Erdoğan
- Bassim Abbas
- Kaies Ghodhbane
- Rorys Aragón
- Andrés Mendoza
- Joseph-Désiré Job
- Ayman Abdelaziz
- Razundara Tjikuzu
- Goran Maznov
- Thierry Tazemeta
- Ahmet Öcal